# Correnderapiplärka
Correnderapiplärka (Anthus correndera) är en fågel i familjen ärlor inom ordningen tättingar.

## Utseende
Correnderapiplärkan är en liten streckad fågel. I stora delar av utbredningsområdet är arten den enda piplärkan och urskiljer sig då genom den streckade fjäderdräkten, tunna näbben och vita stjärtsidorna. Där andra piplärkor förekommer utmärker sig correnderapiplärkan genom sin kraftigt streckade rygg, ofta med ljusare "hängslen", samt kraftig svart streckning på flankerna.

## Utbredning och systematik
Correnderapiplärka delas in i två grupper av fem underarter:
- correndera-gruppen
  - Anthus correndera calcaratus – förekommer i torr páramo i Peru (Junín, Cuzco och Puno)
  - Anthus correndera catamarcae – förekommer i páramo från Bolivia (Potosí) till norra Chile och allra nordvästligaste Argentina
  - Anthus correndera chilensis – förekommer i södra Chile och södra Argentina
  - Anthus correndera correndera – förekommer i kustnära sydöstra Brasilien, Uruguay, Paraguay och norra Argentina
- Anthus correndera grayi – förekommer på Falklandsöarna

## Levnadssätt
Correnderapiplärkan hittas i öppna miljöer, alltifrån stäpp i Patagonien till våtmarker, åkrar och högt belägna myrar. Den är vida spridd och ofta vanlig. Liksom andra piplärkor har den en hög sångflykt.

## Status
Arten har ett stort utbredningsområde och beståndet anses stabilt. Internationella naturvårdsunionen IUCN listar den därför som livskraftig (LC).

## Namn
Fågelns svenska och vetenskapliga artnamn kommer från correndera, aragonska för ängspiplärka som Félix Manuel de Azara tyckte att fågeln liknade.